# Lejeunea cavifolia
Lejeunea cavifolia (Hohlblättriges Lappenmoos) ist eine Lebermoos-Art aus der Familie Lejeuneaceae.

## Merkmale
Das Moos bildet gelblichgrüne bis hellgrüne, niederliegende und dichte Rasen oder wächst über anderen Laubmoosen. Die Pflanzen sind klein, unregelmäßig verzweigt, 1 bis 2 cm lang und um 0,6 mm breit. Die oberschlächtigen Flankenblätter sind zweilappig: der größere Oberlappen ist breit-elliptisch, leicht konvex und ganzrandig, der eiförmige, bauchig aufgeblasene Unterlappen ist nur etwa ein Fünftel so groß wie der Oberlappen. Unterblätter sind im Umriss breit eiförmig bis fast kreisrund, drei Mal so breit wie das Stämmchen und oben bis zur Hälfte ihrer Länge in zwei dreieckige, zugespitzte Lappen geteilt. Die Blattzellen sind 24 bis 40 µm groß, dünnwandig. Jede Zelle enthält 25 bis 70 kleine, 1 bis 4 µm große, eiförmige bis kugelige Ölkörper.
Das Moos ist einhäusig. Männliche Gametangien befinden sich am Ende von kurzen Ästen, mit 2 bis 4 Paaren kleinen, sackförmigen Hüllblättern. Die weiblichen Gametangien sitzen am Stämmchenende oder am Ende von Ästen, ihre Hüllblätter sind ungleich zweilappig. Perianthien sind häufig, sie sind birnförmig, haben im oberen Drittel fünf ganzrandige Falten und an der Mündung ein kurzes Röhrchen. Die kugelige Kapsel ist kurz gestielt. Die grünen Sporen sind anfangs einzellig, kugelig und 30 µm groß, später durch Teilungen größer und mehrzellig. Auf den Blattflächen werden auch scheibenförmige, mehrzellige Brutkörper gebildet.

## Standortansprüche
Lejeunea cavifolia wächst an frischen, feuchten bis nassen und meist schattigen, luftfeuchten Standorten auf überwiegend kalkarmem bis kalkfreiem, aber basenreichem Substrat, häufig auf steilen Silikatfelsen, seltener Kalkfelsen, oft auf Borke von Laubbäumen, besonders Bergahorn oder  Esche, vielfach auch über anderen Moosen wie Ctenidium molluscum, Homalia trichomanoides, Neckera crispa oder Thamnobryum alopecurum.

## Verbreitung
In Mitteleuropa ist das Moos weit verbreitet, besonders in den Gebirgen, in der Ebene jedoch selten. Weltweit kommt es auf der nördlichen Hemisphäre vor: Europa, Asien, Nordamerika und Nordafrika.